# Aibo (玉置浩二の曲)
「aibo」（アイボウ）は、日本のシンガーソングライターである玉置浩二の楽曲。
2000年3月23日にBMGファンハウスから16枚目のシングルとしてリリースされた。前作「虹色だった」（1998年）よりおよそ4か月ぶりのリリースとなり、作詞および作曲は玉置が担当、プロデュースは玉置および須藤晃が担当している。
香港の歌手であるアンディ・ラウへの提供曲「痛…」（1999年）の日本語によるセルフカバーであり、シンプルな歌詞で構成された哀愁感を感じさせる楽曲である。8枚目のアルバム『ニセモノ』（2000年）からの先行シングルとしてリリースされた。本作はノンタイアップとなり、オリコンシングルチャートでは最高位54位となった。

## 音楽性と歌詞
本作は玉置のファンであった香港の俳優および歌手であるアンディ・ラウ（劉徳華）への提供曲「痛…」（1999年）のセルフカバーとなっている。タイトルの「aibo」とは「相棒」の意味であり、当初は漢字表記の「相棒」とする予定だったが、玉置による「ずっと見てると相撲に見える」との考えからローマ字での表記になった。
ベスト・アルバム『ALL TIME BEST』（2017年）の楽曲解説では、イントロのギターの音色が郷愁感があるとした上で、玉置の歌唱が始まるとともに「どこか懐かしさと切なさあふれる世界に引き込まれる」と表記したほか、シンプルな言葉ではあるがその言葉が持つ「意味の匂い」がリズムを作り出すと表現した上で、「哀愁漂う、何度も聴きたくなる名曲」と表記している。

## リリース、メディアでの使用、チャート成績
本作は2000年3月23日にBMGファンハウスよりマキシシングルとしてリリースされた。本作は玉置のシングルとしてはソロ・デビュー曲となった「All I Do」（1987年）以来でノンタイアップとなった。
本作はオリコンシングルチャートにて最高位54位の登場週数1回となり、売り上げ枚数は0.4万枚となった。2022年に実施されたねとらぼ調査隊による玉置のシングル曲人気ランキングでは19位となった。

## シングル収録曲
| 全作曲・編曲: 玉置浩二。 |                  |                  |            |      |
| #                        | タイトル         | 作詞             | 作曲・編曲 | 時間 |
| 1.                       | 「aibo」         | 玉置浩二         | 玉置浩二   | 3:51 |
| 2.                       | 「ジェスチャー」 | 玉置浩二、須藤晃 | 玉置浩二   | 3:06 |
| 合計時間:                | 合計時間:        | 合計時間:        | 6:57       |      |

## リリース履歴
| No. | 日付          | レーベル        | 規格           | 規格品番  | 最高順位 | 備考 |
| --- | ------------- | --------------- | -------------- | --------- | -------- | ---- |
| 1   | 2000年3月23日 | BMGファンハウス | マキシシングル | FHCF-5009 | 54位     |      |

## 収録アルバム
「aibo」
- 『ニセモノ』（2000年）
- 『Best Harvest』（2003年）
- 『ALL TIME BEST』（2017年）
- 『THE BEST ALBUM 35th ANNIVERSARY 〜メロディー〜』（2022年） - ライブ・アルバム『玉置浩二LIVE旭川市公会堂』（2015年）からのライブ・バージョンを収録。

「ジェスチャー」
- 『ニセモノ』（2000年）